# فاري (أتيكي)
فاري (Βάρη) هي مدينة في إقليم أتيكا في اليونان.
يبلغ عدد سكانها حوالي 13650 نسمة.